# Bajofondo

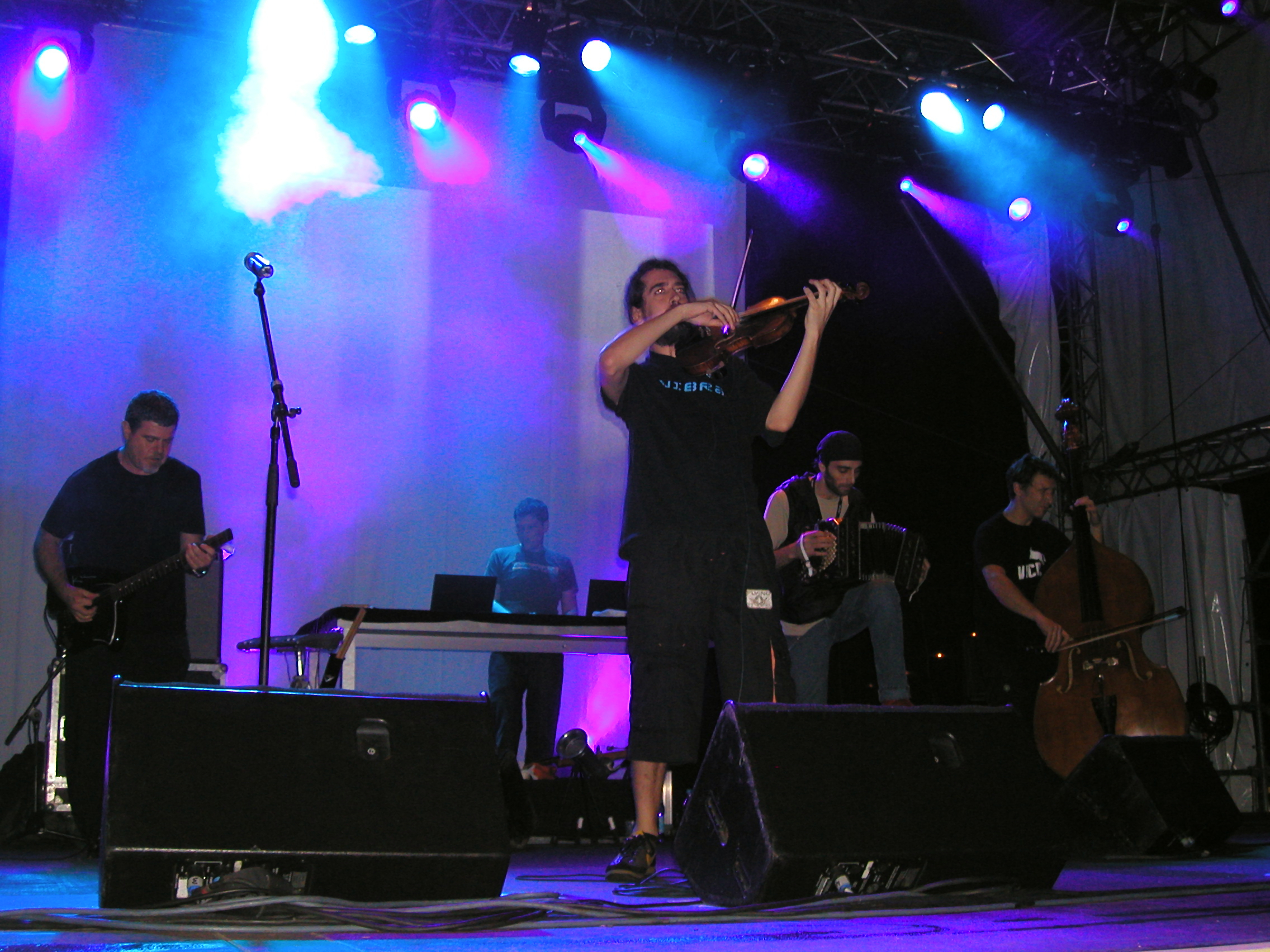
Bajofondo Tango Club beim TFF.Rudolstadt 2006

Bajofondo ist ein argentinisch-uruguayisches Electrotango-Projekt der Produzenten und Musiker Gustavo Santaolalla und Juan Campodónico aus der Region um den Río de la Plata. Ursprünglich Bajofondo Tango Club genannt, wurde der Name 2007 auf nur noch Bajofondo geändert um dem breiteren Musikspektrum („Neue Musik vom Río de la Plata“) Rechnung zu tragen.

## Bedeutung des Namens
Bajo fondo ist ein Wortspiel und lässt mehrere Interpretationen zu: In Buenos Aires werden unter diesem Begriff die villas miserias verstanden. In diesem Sinne heißt bajo fondo unteres Ende (der sozialen Skala). Eine weitere Übersetzung des Wortes wäre Bass-Hintergrund. Gleichzeitig ist es auch eine Anspielung auf den Untergrund und weckt Assoziationen zu versteckten Plätzen und verruchten Orten, ganz dem Mythos des Tango entsprechend.

## Projekt und Mitglieder
- Gustavo Santaolalla: Gitarre, Perkussion (Musik), Komponist, Produzent
- Juan Campodonico: Komponist, Produzent, Programmierung, Dj
- Luciano Supervielle: Klavier, Komponist, scratches, Programmierung, Dj
- Martín Ferres: Bandoneon
- Javier Casalla: Geige
- Gabriel Casacuberta: Kontrabass
- Verónica Loza: Stimme, Vj

Die Gruppe hat es sich zum Ziel gesetzt, den Tango aus dem Blickwinkel aktueller Musikrichtungen wie Trip-Hop, House, Chill Out und Drum and Bass zu interpretieren. Auf dem ersten, schlicht Bajofondo Tango Club betitelten Album befinden sich Songs verschiedener Musiker, die alle von den beiden Gründern des Projekts produziert wurden. Das Album wurde 2003 mit einem Latin Grammy in der Kategorie "Best Pop Instrumental Album" sowie mit dem argentinischen Musikpreis Premio Gardel in der Sparte "Dance/Electronica" ausgezeichnet.
2004 produzierten Santaolalla und Campodónico zusammen mit dem auch schon auf dem ersten Album vertretenen Musiker Luciano Supervielle das Album Bajofondo Tangoclub presents: Supervielle.
In einem Werbespot der Firma Shell wurde 2007 das Lied Montserrat von Bajofondo verwendet.
2007 erschien unter dem neuen Namen Bajofondo die CD Mar Dulce. Mar Dulce ist die poetische Bezeichnung des bis zu 250 km breiten Rio de la Plata. Unter den Gastmusikern befinden sich  unter anderen Nelly Furtado, Mala Rodriguez, Elvis Costello, Gustavo Cerati, Juan Subirá und die 2006 im Alter von 82 Jahren verstorbene Lágrima Ríos mit ihren letzten Aufnahmen.

## Diskografie
- Bajofondo Tango Club (2003)
- Bajofondo Tangoclub presents: Supervielle (2004)
- Bajofondo Remixed (2005)
- Mar Dulce (2007)
- Presente (2013, UY: Gold)[1]